# Maladie des sauteurs du Maine
 (décembre 2016).
 Mise en garde médicale
La maladie des sauteurs du Maine (Jumping Frenchmen of Maine) est un trouble neurologique rare et d’origine inconnue, qui se présente comme l’exagération d’un réflexe de sursaut (« startle response ») et décrit comme un saut incontrôlable, chez des patients qui peuvent aussi présenter des mouvements brusques dans toutes les parties du corps.
La maladie des sauteurs du Maine a des symptômes communs avec d’autres phénomènes de sursaut. Les sujets atteints ont été découverts initialement dans les régions du nord de l’État américain du Maine, en 1878. Il s'agissait d'un groupe de Canadiens-Français pour la plupart bûcherons, d’où le nom anglais de la maladie qui fait référence à des jumping Frenchmen, des « Français sauteurs ».

## Sémiologie
Neurologue américain George Miller Beard a filmé des sujets qui obéissaient à n’importe quel ordre donné brusquement, même s’il s’agissait de frapper une personne chère ; les sauteurs du Maine semblaient réagir anormalement aux stimulations brusques. Les symptômes les plus courants et les moins violents sont des sauts, des cris et des coups donnés.

## Causes
Les causes de la maladie des sauteurs du Maine sont inconnues.
Des études parues dans les années 1980 soulèvent l’hypothèse que le phénomène serait une maladie organique se rapprochant du syndrome de Gilles de la Tourette. Les observations directes de sauteurs du Maine ont été rarement documentées, et bien qu’il existe des documents vidéos enregistrés par quelques chercheurs qui attestent de la réalité du trouble, d’autres auteurs comme MH et JM Saint-Hilaire pensent que ce trouble est en fait secondaire à des crampes lombaires et serait d’origine psychologique et non neurologique.

## Histoire
Selon Howard I. Kushner, Jean-Martin Charcot confie à son interne, Georges Gilles de la Tourette, la tâche d’élucider la relation  qui pourrait exister entre les tics et les comportements de sauts et sursauts observés en Malaisie, en Sibérie, et dans le Maine. Gilles de la Tourette a traduit les descriptions de Beard et les a publiées un an après. En 1885, Gilles de la Tourette publie Étude d’une affection nerveuse qu’il inclut dans la typologie de ce qu’il appelle la « maladie des tics convulsifs », qui comprend également des troubles qui deviendront ensuite le syndrome de Gilles de la Tourette,. Kushner soutient qu’aucun des patients étudiés par Gilles de la Tourette ne permet d’établir un tel lien et affirme que nombre de ses contemporains réfutaient la typologie de Gilles de la Tourette.